# Venus Raj
Maria Venus Bayonito Raj más conocida como Venus Raj es una modelo, actriz y reina de belleza nacida en Catar y nacionalizada filipina. De madre filipina y padre indio.
Coronada como Miss Binnibinig Earth en 2008 y luego Miss Binibining Universo el cual fue destronada y luego reinstaurada.

## Carrera

### Televisión
| Año  | Título                         | Papel             | Canal      |
| 2011 | Thumbelina                     | Stella            | ABS-CBN    |
| 2011 | Happy Yipee Yehey              | Performer/Herself | ABS-CBN    |
| 2011 | ASAP Rocks!                    | Host/Performer    | ABS-CBN    |
| 2011 | Umagang Kay Ganda              | Host              | ABS-CBN    |
| 2010 | Showtime                       | Guest Host/Judge  | ABS-CBN    |
| 2010 | ABS-CBN Christmas Special 2010 | Performer/Herself | ABS-CBN    |
| 2010 | Show Me Da Manny               | Special Guest     | GMA-7      |
| 2010 | Unang Hirit                    | Guest Co-Host     | GMA-7      |
| 2010 | Hole in the wall               | Guest Co-Host     | GMA-7      |
| 2010 | Paparazi                       | Guest host        | TV5        |
| 2010 | Juicy                          | Past-Host         | TV5        |
| 2010 | P.O.5                          | Guest             | TV5        |
| 2010 | E Live                         | Host              | ABS-CBN    |
| 2010 | SNN                            | Guest-Host        | ABS-CBN    |
| 2010 | The Buzz                       | Guest             | ABS-CBN    |
| 2010 | Inside the Cinema              | Guest             | Cinema One |

## Reinados

### Miss Filipinas Earth 2008
Tras su victoria como Miss Bicolandia 2007, Raj representara a la ciudad de Legazpi y compitió en la Miss Tierra Filipinas 2008, y fue nombrada como Miss Filipinas Tierra Ecoturismo 2008, y cuarta finalista de  Miss Tierra 2008 la cual  ganó Karla Henry el 11 de mayo de 2008 en el Crowne Plaza Galería, Manila.